# Kinyababa
Kinyababa ist ein Sektor im Norden des Distrikts Burera in der Nordprovinz von Ruanda und an der Grenze zu Uganda.

## Geographie
Der Sektor hat eine Fläche von 53,5 km² und eine in Nord-Süd-Richtung langgestreckte Form. Er liegt auf einer Höhe von etwa 1900 m und setzt sich aus den vier Zellen Bugamba, Musasa, Kaganda und Rutovu zusammen. Nachbarsektoren sind im Osten Butaro, im Südosten Cyeru, im Süden Gitovu, im Südwesten Rugarama und im Westen Kagogo. Im Norden und Nordwesten grenzt der Sektor an Uganda und im Süden liegt er am Burera-See.

## Bevölkerung
Nach Stand der Volkszählung von 2022 liegt die Einwohnerzahl bei 23.746. Zehn Jahre zuvor waren es 20.802, was einem jährlichen Bevölkerungszuwachs von 1,3 Prozent zwischen 2012 und 2022 entspricht.

## Verkehr
Durch den Sektor verläuft im Süden die Nationalstraße 21 und von dieser aus nach Norden eine District Road. Beide Straßen sind Stand 2022 nicht asphaltiert.